# La Corrala (Hidalgo)
La Corrala es una localidad de México localizada en el municipio de Huejutla de Reyes en el estado de Hidalgo.

## Geografía
Se encuentra en la región geográfica de la Huasteca hidalguense. A la localidad le corresponden las coordenadas geográficas 20° 10’ 18.520” de latitud norte y 98° 30’ 21.612” de longitud oeste, con una altitud de 136 m s. n. m. Cuenta con un clima semicálido húmedo con abundantes lluvias en verano.
En cuanto a fisiografía se encuentra en la provincia de la Sierra Madre Oriental, dentro de la subprovincia del Carso Huasteco; su terreno es de sierra. En lo que respecta a la hidrografía se encuentra posicionado en la región de Pánuco, dentro de la cuenca del río Moctezuma, y en la subcuenca del río Tempoal.

## Demografía
En 2020 registró una población de 542 personas, lo que corresponde al 0.43 % de la población municipal. De los cuales 261 son hombres y 281 son mujeres.
| Gráfica de evolución demográfica de La Corrala entre 1910 y 2020                             |
|                                                                                              |
| Población de los censos y conteos del Instituto Nacional de Estadística y Geografía (INEGI). |